# MICA (missile)
Il Matra MICA (MBDA MICA) è il più recente ed efficace missile antiaereo francese a medio raggio. MICA è l'acronimo di « missile d'interception, de combat et d'auto-défense » che significa "missile di intercettazione di combattimento e di autodifesa". 

## Descrizione
L'arma è giunta in servizio con diversi anni di ritardo rispetto all'AMRAAM americano, ma si fa notare per il suo peso incredibilmente ridotto, 110 kg, paragonabile a quello di missili a corto raggio. Eppure il MICA ha una gittata utile di 0,5-80 km, maggiore del predecessore Super R.530; con un radar, attivo nella testata, può agganciare i bersagli automaticamente. Il caccia lo può guidare tramite datalink fino al bersaglio, grazie al radar RDY multimodale di cui gli ultimi Mirage 2000 sono dotati, e l'RBE del Dassault Rafale. Il MICA è stato sviluppato anche nel modello IR che, se non fosse per il costo, avrebbe rimpiazzato il Matra R.550 Magic. Dieci anni fa creò scalpore la vendita di 60 Mirage 2000 a Taiwan, associati a non meno di 960-1440 missili MICA.
Il missile è realizzato in versione aria-aria e superficie-aria da lanciare tramite VLS da basi terrestri o in versione navalizzata. Il MICA NG, che dovrebbe essere disponibile a partire dal 2028, non contiene elementi proveninenti dagli Stati Uniti ed è dunque ITAR free.

## Varianti
- MICA RF
- MICA IR
- VL MICA RF
- VL MICA IR
- VL MICA-M RF
- VL MICA-M IR[4]
- VL MICA NG (4)

## Utilizzatori
Marocco
- Forze armate marocchine

4 batterie VL MICA ordinate nel 2020 per un costo di 192 milioni di €. 2 di queste sono state consegnate tra maggio e giugno del 2022